# Erbajolo
Erbajolo (korziško Erbaghjolu) je naselje in občina v francoskem departmaju Haute-Corse regije - otoka Korzika. Leta 2005 je naselje imelo 96 prebivalcev.

## Geografija
Kraj leži v osrednjem delu otoka Korzike ob meji z naravnim regijskim parkom Korzike, 87 km jugozahodno od središča Bastie.

## Uprava
Občina Erbajolo skupaj s sosednjimi občinami Aiti, Alando, Altiani, Alzi, Bustanico, Cambia, Carticasi, Castellare-di-Mercurio, Érone, Favalello, Focicchia, Giuncaggio, Lano, Mazzola, Pancheraccia, Piedicorte-di-Gaggio, Pietraserena, Rusio, Sermano, Sant'Andréa-di-Bozio, San-Lorenzo, Santa-Lucia-di-Mercurio in Tralonca sestavlja kanton Bustanico s sedežem v Bustanicu. Kanton je sestavni del okrožja Corte.
1. ↑  »Populations légales 2016«. Nacionalni inštitut za statistične in gospodarske raziskave. Pridobljeno 25. aprila 2019.